# Spomen-crkva Muke Isusove (Donji Macelj)
Spomen-crkva Muke Isusove katolička je spomen-crkva u Donjem Macelju, u đurmanečkoj župi sv. Jurja. Izgrađena je uz grobnicu stradalnika maceljske tragedije.

## Povijest

### Maceljska tragedija
Nakon završetka Drugog svjetskog rata maceljskom dolinom, dijelom trase Križnoga puta, kretalo se prema Krapini više tisuća zarobljenika Bleiburga, nadajući se povratku svojim domovima. No, krajem svibnja i tijekom lipnja 1945. u maceljskim šumama pripadnici partizansko-komunističkih postrojbi pobili su više tisuća zarobljenih hrvatskih vojnika i civila. Nakon toga Maceljska je šuma proglašena državnim lovištem, kojem je bio zabranjen pristup, kao i bilo kakvim informacijama o tamošnjim događajima.

### Istraživanja i ekshumacija
Utemeljenjem samostalne hrvatske države 1990. godine činjenice o stradanju postale su poznate javnosti. Otkrivene su tri lokacije grobišta na području Macelja: Lepa Bukva, Ilovec i Smiljanova graba. Zagrebački nadbiskup, kardinal Franjo Kuharić na grobištu Lepa Bukva 9. lipnja 1991. prvi je put služio misu za sve žrtve Križnog puta i javno progovorio o ovim zločinima.
Državna komisija Hrvatskog sabora 24. lipnja 1992. godine započinje istraživanja. Ukupno su na području Macelja istražene 23 jame i pronađeni zemni ostatci 1163 osobe, koji su otpremljeni u Zavod za patologiju Medicinskog fakulteta u Zagrebu. Daljnja iskapanja su u kolovozu 1992. godine bila obustavljena i oko 130 jama ostalo je neistraženo. Nalazi su ukazivali da su žrtve prije smrti bile vezane žicom i onda usmrćivane udarcima tvrdog predmeta u glavu ili metkom u potiljak. Potvrđena su i mučenja prije usmrćivanja. Prema procjenama navedenim u monografiji Macelj 1945 u Macelju i okolnim šumama stradalo je oko trinaest tisuća osoba.

### Izgradnja grobnice i spomen-crkve
Početkom 2004. godine Stjepan Brajdić, hrvatski vojnik, sudionik Križnog puta i dugogodišnji politički zatvorenik i fra Drago Brglez, župnik župe sv. Jurja u Đurmancu započeli su s pripremama za pokop zemnih ostataka 1163 maceljskih mučenika te izgradnju grobnice kao njihovog trajnog počivališta. Na misi zadušnici 6. lipnja 2004. godine na Macelju pomoćni je zagrebački biskup mons. Vlado Košić blagoslovio kamen temeljac za novu crkvu Muke Isusove. Zemni ostatci 1163 maceljskih mučenika 22. listopada 2005. godine pokopani su u novoizgrađenoj grobnici. Pokop je predvodio zagrebački nadbiskup kardinal Josip Bozanić i mons. Marko Culej, prvi varaždinski biskup, uz koncelebraciju svećenika iz svih hrvatskih krajeva i u nazočnosti mnoštva vjernika i poštovatelja maceljskih mučenika. Nakon pokopa maceljskih mučenika nastavljena je izgradnja spomen-crkve Muke Isusove, koju je 3. lipnja 2007. svečano blagoslovio varaždinski biskup mons. Josip Mrzljak.

## Obilježavanje obljetnice
Svake prve nedjelje u mjesecu lipnju ovdje se obilježava obljetnica maceljske tragedije. Također, u organizaciji državnih i mjesnih vlasti i Udruge Macelj 1945., svakog 23. kolovoza ovdje se svečano obilježava Europski dan sjećanja na žrtve totalitarnih režima.
Spomen-crkva koristi se i za redovita bogoslužja vjernika iz Donjeg i Gornjeg Macelja.

## Vanjske poveznice
Mrežna mjesta
- Đurmanec – Župa sv. Jurja  Arhivirana inačica izvorne stranice od 23. kolovoza 2021. (Wayback Machine), službeno mrežno mjesto